# Джузеппе Спіньйо
Джузеппе Ернесто Спіньйо (італ. Giuseppe Ernesto Spigno; 4 листопада 1906, Генуя — ?) — італійські футболіст, що грав на позиції захисника.

## Кар'єра
Перший клуб, за який він грав — «Едера Дженова».
В 1928 році підписав контракт з «Дженоа», в складі якої дебютував у вищому дивізіоні 7 жовтня 1928 року в домашньому матчі проти «Фіумани» (4:2). У першому чемпіонаті в складі р«оссоблю» клуб зайняв четверте місце в групі B Національного чемпіонату 1928—1929 років.
В 1929 році «Дженоа» стала учасником Кубка Мітропи, престижного європейського турніру для найсильніших клубів Європи. Італія вперше мала брати участь, тому не встигла узгодити календар. Найсильніші команди сезону «Болонья» і «Торіно» не могли взяти участь, бо саме мали проводити фінальні матчі за звання чемпіона. Був проведений міні-турнір для визначення представників від Італії, в якому перемогли «Ювентус» і «Дженоа». Представник Генуї зустрічався з «Міланом» і двічі зіграв внічию 2:2 і 1:1. Переможця визначив жереб, що посміхнувся «Дженоа».
Сам виступ в Кубку Мітропи 1929 вийшов для «Дженоа» невдалим, адже команда в чвертьфіналі розгромно поступилась австрійському «Рапіду» — 1:5 у Відні і зіграла внічию 0:0 в Генуї.
У наступному сезоні дебютував у щойно сформованій Серії А в нічийному матчі (3:3) проти «Про Верчеллі» 6 жовтня 1929 року. Сезон завершився другим місцем, з відставанням у два очки від чемпіона «Амброзіани».
Влітку 1930 року «Дженоа» знову брала участь у Кубку Мітропи, але цього разу кваліфікувалась як віце-чемпіон Італії. За волею жереба, команда другий рік поспіль в чвертьфіналі зіграла з віденським «Рапідом». В першому матчі в Генуї суперники зіграли внічию 1:1, а у Відні (без участі Спіньйо) впевнену перемогу здобули австрійці — 1:6.
Після четвертого місця в 1930-1931 роках, результати «россоблу» пішли на спад і закінчились вильотом з Серії А за результатами сезону 1933-1934 років. У сезоні 1934—1935 років виступав за СПАЛ.
У 1936 році перейшов до «Імперії», яка виступала в Серії C. В ті роки Серія С складалась з чотирьох груп. За роки виступів Спіньйо команда займала четверте місце в групі C в 1937 році і сьоме в 1938 році, а також в групі D Серії C 1939 року — шосте.

## Титули і досягнення
- Срібний призер Серії А (1):

«Дженоа»: 1930

## Статистика виступів

### Статистика виступів у Кубку Мітропи
| №                      | Розіграш               | Стадія                 | Дата та місце проведення | Команда 1              | Рахунок | Команда 2      | Голи |
| ---------------------- | ---------------------- | ---------------------- | ------------------------ | ---------------------- | ------- | -------------- | ---- |
| 1                      | 1929                   | 1/4                    | 23.06.1929 Відень        | Рапід (Відень)         | 5:1     | Дженоа         |      |
| 2                      | 1929                   | 1/4                    | 18.07.1929 Генуя         | Дженоа                 | 0:0     | Рапід (Відень) |      |
| 3                      | 1930                   | 1/4                    | 13.07.1930 Генуя         | Дженоа                 | 1:1     | Рапід (Відень) |      |
| Всього у кубку Мітропи | Всього у кубку Мітропи | Всього у кубку Мітропи | Всього у кубку Мітропи   | Всього у кубку Мітропи | 3       |                | 0    |